# Nissan Townstar
Nissan Townstar – samochód osobowo-dostawczy typu kombivan klasy kompaktowej produkowany pod japońską marką Nissan od 2021 roku.

## Historia i opis modelu

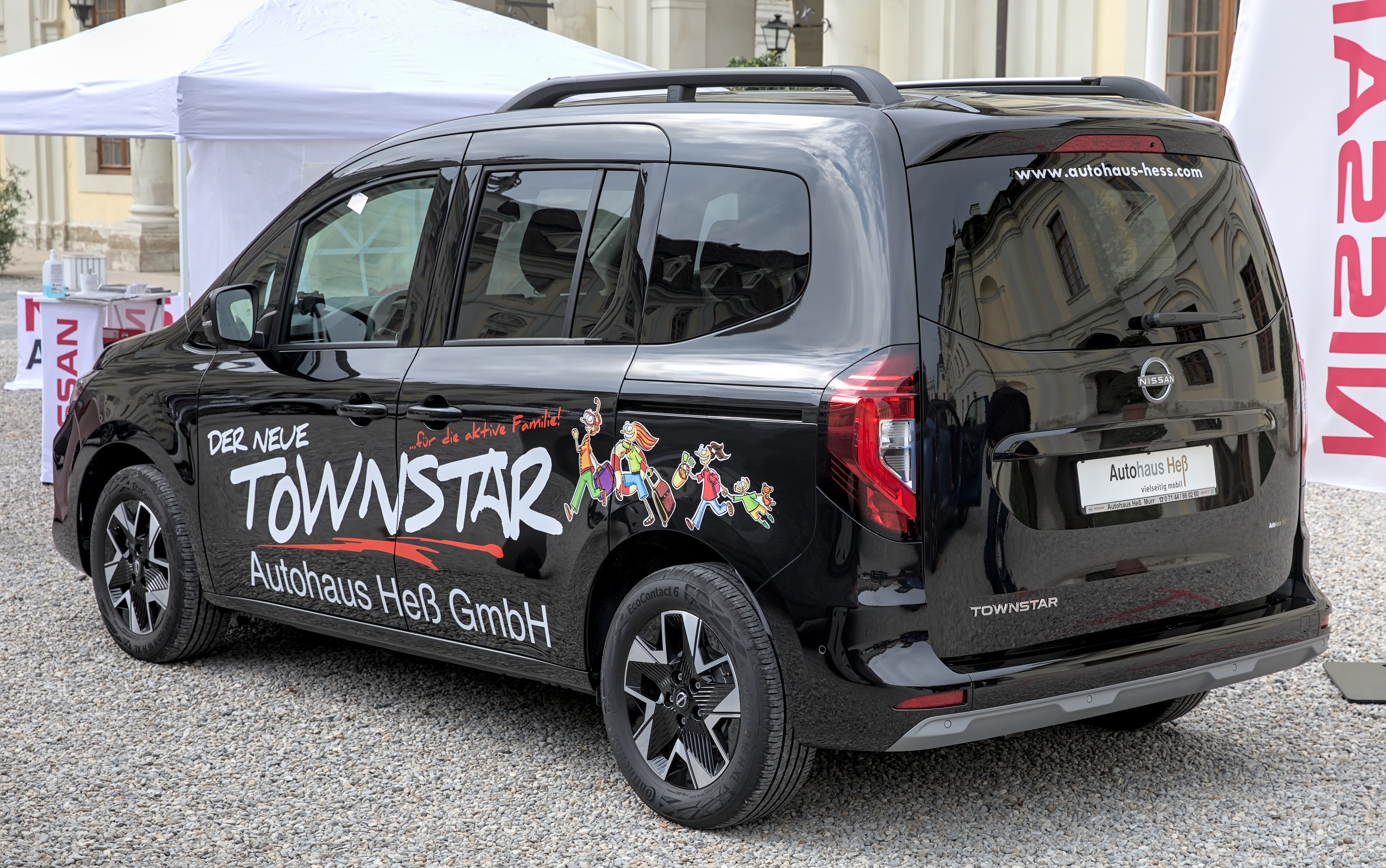
Nissan Townstar - tył

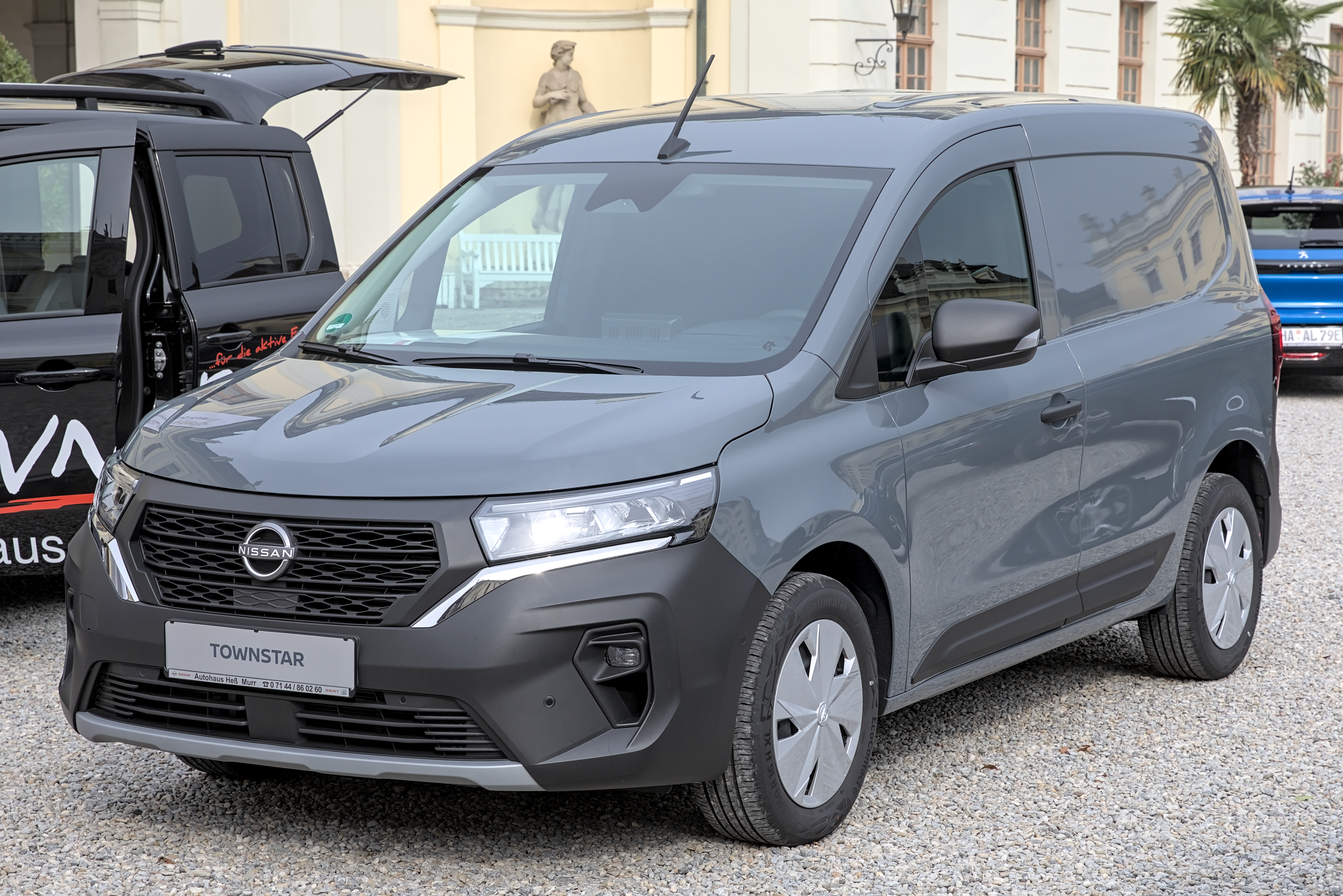
Nissan Townstar Van

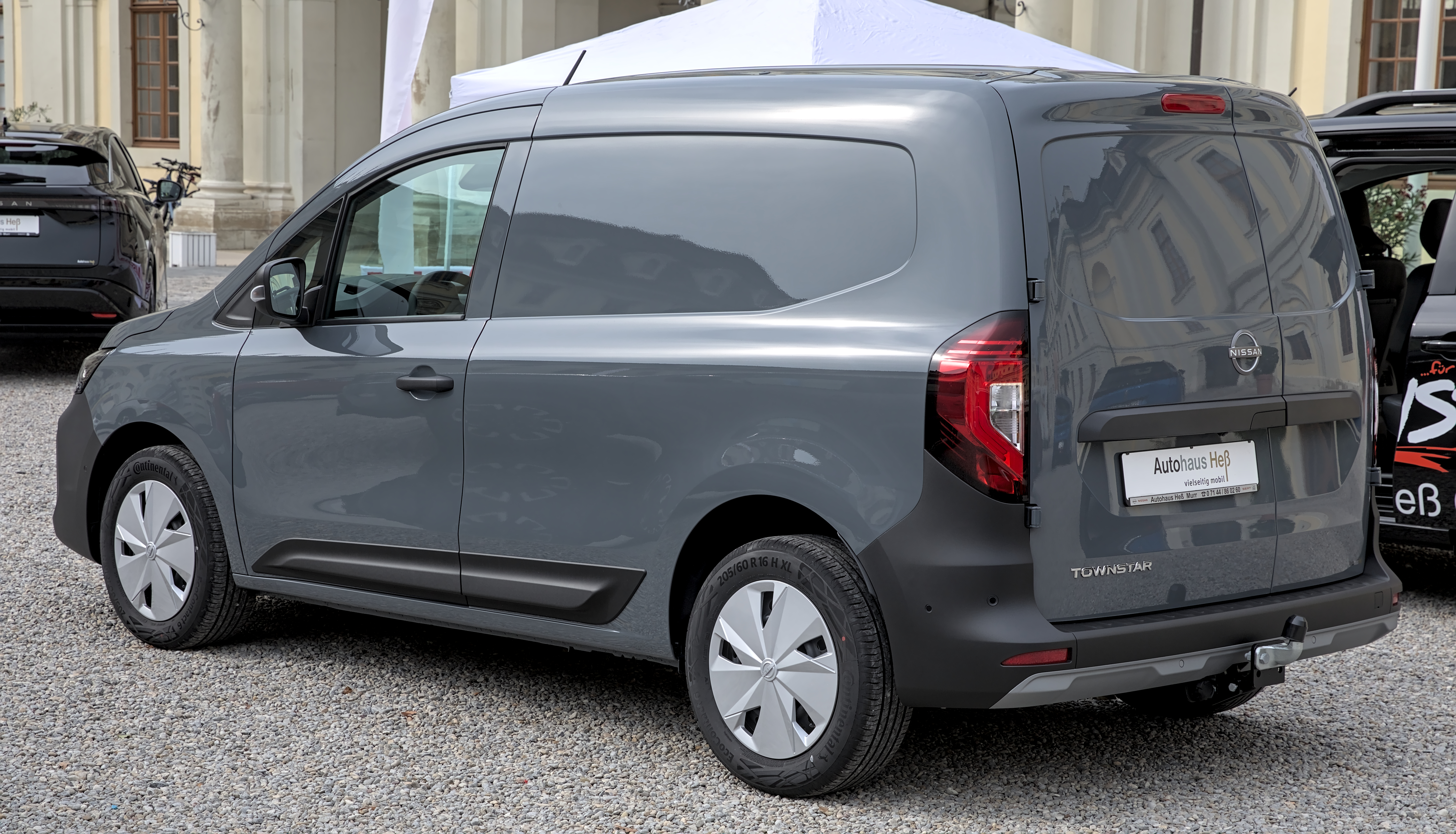
Nissan Townstar Van - tył

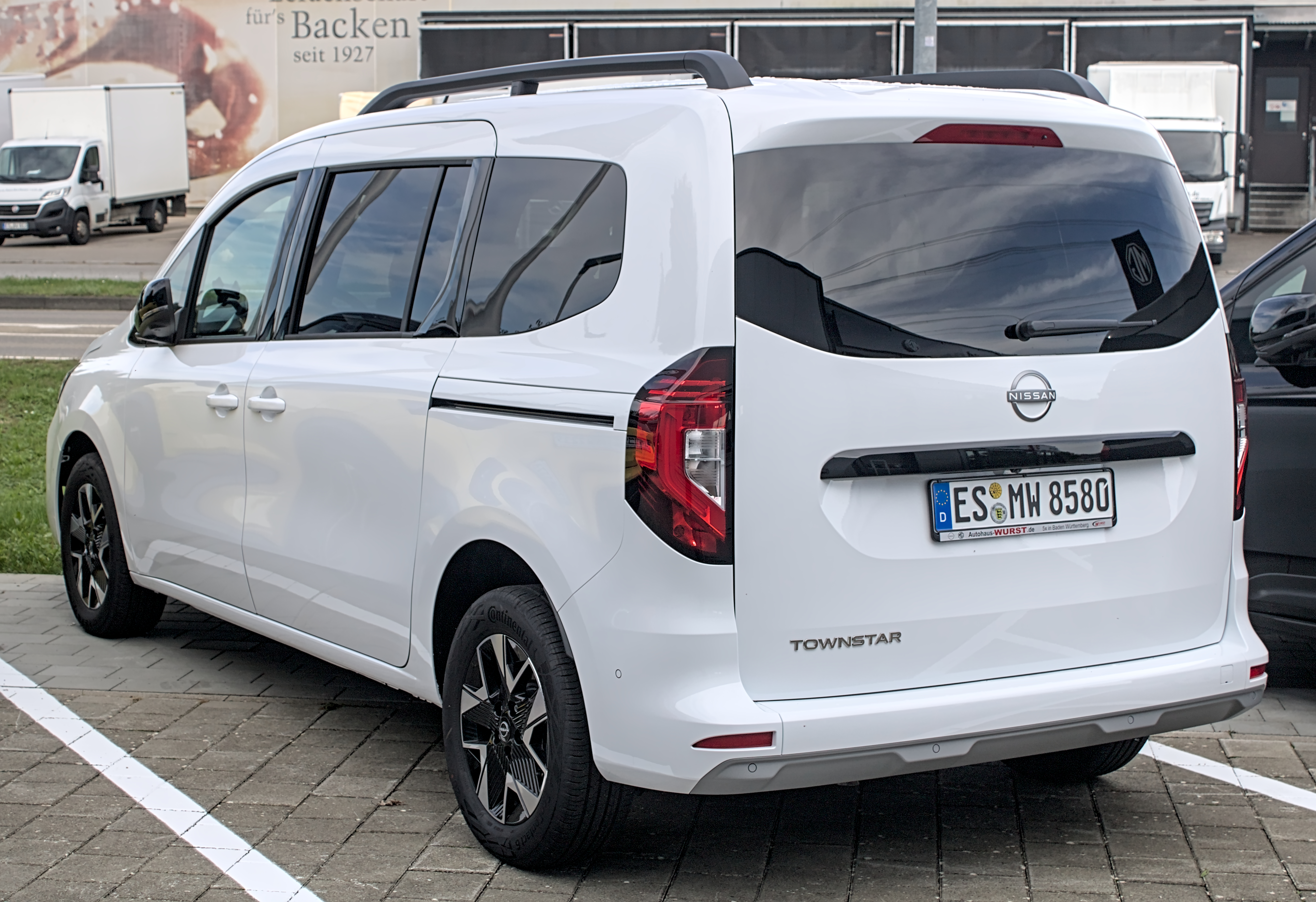
Nissan Townstar Evalia

W lutym 2021 roku Nissan oficjalnie potwierdził, że po zamknięciu fabryki w Barcelonie będzie kontynuować pozyskiwanie lekkich samochodów dostawczych od Renault, produkując je na macierzystych liniach produkcyjnych we francuskim Maubeuge. Choć dotychczasowy kompaktowy model osobowo-dostawczy NV250 obecny był wówczas na rynku od niespełna 2 lat, to oparty był on na ponad 10-letniej technologii właśnie wycofanego z rynku Renault Kangoo drugiej generacji. Debiut w międzyczasie zupełnie nowej generacji francuskiego pierwowzoru był impulsem do modernizacji gamy kompaktowych modeli osobowo-dostawczych już w 2021 roku.
Oficjalna premiera pojazdu odbyła się we wrześniu 2021 roku podczas prezentacji odświeżonej gamy wszystkich lekkich samochodów dostawczych Nissana dla rynku europejskiego. Jednocześnie zdecydowano się wdrożyć nową politykę nazewniczą zastępując oznaczenia alfanumeryczne stosowanymi w przeszłości nazwami własnymi. W ten sposób, następca modelu NV250 otrzymał nazwę Nissan Townstar.
Pod kątem stylistycznym Townstar odróżnił się jedynie inną stylizacją pasa przedniego, gdzie wąskie reflektory z ozdobnikami w kształcie bumerangu i obszerny wlot powietrza utrzymany został w nowym języku stylistycznym w stylu np. modelu Ariya. Poza tym, samochód przyozdobiono także nowymi logotypami Nissana po raz pierwszy na rynku europejskim, bez dalszych różnic względem bliźniaczego Renault Kangoo.
Nissan Townstar zadebiutował równocześnie w wariancie osobowym, jak i dostawczym. Jako pierwszy furgon pod marką tego japońskiego producenta w gamie silników nie znalazła się żadna jednostka wysokoprężna, ograniczając się tylko do benzynowego TCe o pojemności 1,3 litra i mocy 130 KM.

### Sprzedaż
Nissan Townstar został zbudowany wyłącznie z myślą o rynku europejskim, gdzie jego sprzedaż ma rozpocząć się na przełomie 2021 i 2022 roku. Producent spośród konkurentów chce wyróżnić się dostępnością 5-letniej gwarancji z limitem 160 tysięcy kilometrów.

### Silnik
- R4 1.3l TCe 130 KM

### Townstar EV

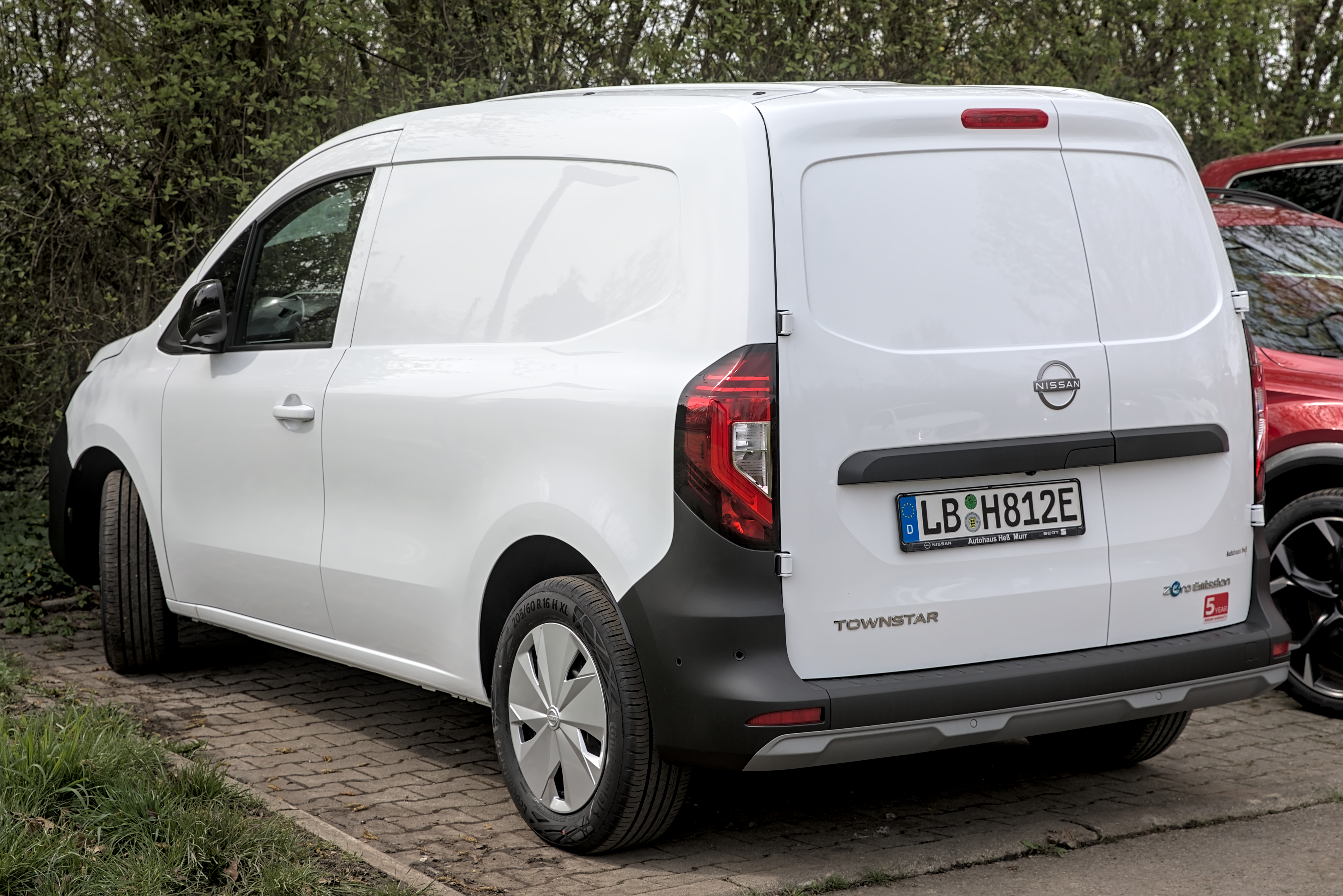
Nissan Townstar EV - tył

Nissan Townstar EV został zaprezentowany po raz pierwszy w 2021 roku.
W przeciwieństwie do poprzednika, Nissan Townstar trafił do sprzedaży także w wariancie w pełni elektrycznym. Zastąpił ona wyłącznie na rynku europejskim model e-NV200, wycofywany w międzyczasie z racji zamknięcia fabryki w Barcelonie.
Pojazd zyskał umiarkowane różnice wizualne względem spalinowego modelu, ograniczając się jedynie do zaślepki w miejscu atrapy chłodnicy z centralnie umieszczonym portem ładowania schowanym pod uchylaną klapką z logo firmowym.
Bliźniak Renault Kangoo E-Tech Electric i Mercedesa eCitana/EQT skierowany został do produkcji w tych samych francuskich zakładach produkcyjnych Renault we Francji.

### Dane techniczne
Nissan Townstar EV napędzany jest przez silnik elektryczny o mocy 122 KM, który osiąga maksymalny moment obrotowy 245 Nm. Bateria o pojemności 44 kWh pozwala na przejechanie na jednym ładowaniu do 285 kilometrów. Układ napędowy wyposażono w takie systemy uwydajniające go, jak inteligentne zarządzanie energią czy system chłodzenia akumulatora.